# Torcé
Torcé (en bretó Tourc'heg, en gal·ló Torczae) és un municipi francès, situat a la regió de Bretanya, al departament d'Ille i Vilaine. L'any 2006 tenia 1.144 habitants.

## Demografia
| 1962                                       | 1968 | 1975 | 1982 | 1990 | 1999 |
| ------------------------------------------ | ---- | ---- | ---- | ---- | ---- |
| 541                                        | 596  | 592  | 681  | 788  | 916  |
| Des de 1962: població sense dobles comptes |      |      |      |      |      |

## Administració
| Període   | Identitat      | Partit |
| --------- | -------------- | ------ |
| 1971-1983 | Marcel Esnault |        |
| 1983-     | Michel Desrues |        |